# Веренко Ярослав Григорович
Ярослав Григорович Веренко (нар. 7 вересня 1940, Чернівці) — український вчений-кібернетик, лауреат Державної премії України в галузі науки і техніки та Премії Ради Міністрів СРСР в галузі науки і техніки.

## Біографія
Веренко Ярослав Григорович народився в місті Чернівці 7 вересня 1940 року. В рідному місті закінчив середню школу і фізико-математичний факультет університету (за спеціальністю обчислювальна математика), пізніше — аспірантуру в Інституті кібернетики Академії наук УРСР. Захистив дисертацію на вчений ступінь кандидата технічних наук. Теми досліджень: ергатичні системи, проблеми розробки операційних систем та прикладного програмного забезпечення організаційних систем управління виробництвом. Дисертаційна та подальша наукова робота виконувались під керівництвом академіка НАН України Скурихіна Володимира Ілліча та члена-кореспондента НАН України, професора Морозова Анатолія Олексійовича.

Головний корпус Інституту кібернетики НАН України

Працював в Інституті кібернетики та Інституті проблем математичних машин та систем Кібернетичного центру Академії наук України на інженерних посадах, старшим науковим співробітником, головним конструктором проектів, начальником відділу. Як безпосередній виконавець і як керівник робіт брав участь у створенні наукового і програмно-технічного забезпечення обчислювально-керуючих комплексів на великих підприємствах України та Радянського Союзу, пов'язаних з космосом, авіа- і суднобудуванням та ін.
Автор 53-х друкованих наукових робіт.

## Нагороди
- Лауреат Державної премії України в галузі науки і техніки (1979) та лауреат Премії Ради Міністрів СРСР в галузі науки і техніки (1983).
- Нагороджений медалями.